# Tandy Corporation
A Tandy Corporation foi uma empresa familiar norte-americana fundada em 1919, que produzia artigos de couro em Fort Worth, Texas, e que se tornou conhecida ao adquirir em 1963 e dar o seu nome à RadioShack Corporation de Cambridge. O nome Tandy foi abandonado em maio de 2000, quando RadioShack Corporation tornou-se o nome oficial.

## História
Tandy começou em 1919 quando dois amigos, Norton Hinckley e Dave L. Tandy, decidiram fundar a Hinckley-Tandy Leather Company e concentraram seus esforços na venda de couro de solado e outros suprimentos para revendedores de calçados no Texas. Hinckley e Tandy abriram sua primeira filial em 1927 em Beaumont, Texas e, em 1932, Dave Tandy mudou a loja de Beaumont para Houston, Texas. Os negócios da Tandy sobreviveram às tempestades econômicas da Depressão, ganharam força e desenvolveram uma presença firme no negócio de descobertas de calçados (isto é, ferramentas e suprimentos para sapateiros).
Dave Tandy teve um filho, Charles David Tandy, que foi convocado para o negócio quando tinha vinte e poucos anos. Charles obteve um diploma de bacharelado na Texas Christian University e depois começou a frequentar a Harvard Business School para expandir ainda mais sua educação. Com a escalada da Segunda Guerra Mundial, Charles foi chamado para servir seu país nas forças armadas e se mudou para o Havaí. Ele escreveu para seu pai do exterior sugerindo que a confecção de couro poderia oferecer novas possibilidades para o crescimento do negócio de localização de calçados, uma vez que os mesmos suprimentos eram amplamente usados em hospitais e centros recreativos da Marinha e do Exército. A arte em couro deu aos homens algo útil para fazer e seu trabalho manual, além de ser terapêutico, tinha um valor genuíno.
Charles Tandy voltou para casa do serviço como Tenente Comandante em 1948 e negociou para operar a divisão de artesanato em couro. Ele encorajou e acompanhou o desenvolvimento dessa aventura por meio de correspondência com seu pai. Em pouco tempo, Charles conseguiu abrir a primeira de duas lojas de varejo em 1950, especializadas exclusivamente em couro. O Sr. Hinckley não compartilhava do entusiasmo de Dave e Charles Tandy pela nova divisão de couro. Como resultado, os dois fundadores originais chegaram a um acordo em 1950 que Hinckley continuaria a buscar o negócio de descoberta de calçados e os sócios da Tandy se especializariam na promoção de artesanato em couro.
O primeiro Catálogo da Tandy, com apenas 8 páginas, foi enviado aos leitores da revista Popular Science que responderam a anúncios de teste de duas polegadas colocados pela Tandy. A partir de 1950, a Tandy operou lojas de varejo de mala direta, apoiadas por propaganda de mala direta. Essa fórmula de sucesso ajudou a empresa a se expandir para uma rede de cerca de 150 lojas de artesanato em couro. Um crescente movimento do tipo "faça você mesmo", impulsionado pela escassez de bens de consumo e altos custos de mão-de-obra, continuou a ganhar ímpeto. As quinze lojas de artesanato em couro abertas durante os primeiros dois anos de operação dessa divisão tiveram bastante sucesso. Tandy começou a se expandir ganhando novas linhas de produtos; a primeira aquisição foi com a American Handicrafts Company que apresentava uma ampla linha de produtos artesanais do-it-yourself, duas lojas de varejo estabelecidas no mercado de Nova York e conhecimento útil de escolas e mercados institucionais. Dezesseis lojas de varejo adicionais foram abertas em 1953 e, em 1955, a Tandy Leather era uma empresa próspera com locais de vendas alugados em 75 cidades dos Estados Unidos.
Couro Tandy tornou-se uma mercadoria atraente e foi comprado em 1955 pela American Hide and Leather Company de Boston (mudança de nome em 1956 para General American Industries) Charles continuou a manter o controle do gerenciamento da divisão Tandy Leather enquanto propriedade da GAI. Durante 1956, a General American Industries adquiriu três outras empresas não relacionadas à indústria do couro e uma luta pelo controle da empresa-mãe começou. Charles viu a necessidade de emancipar a empresa de continuar na direção iniciada pelo GAI. Ele usou todos os seus recursos, levantou dinheiro adicional e exerceu seu direito de comprar as 500 000 ações incluídas no acordo original. Quando os votos foram contados no dia daquela reunião crucial de acionistas, o grupo Tandy assumiu o controle da General American Industries.

## Aquisição da Merribee e RadioShack
Em 1961, o nome da empresa foi alterado para Tandy Corporation e a sede corporativa foi transferida para Fort Worth, Texas, onde Charles D. Tandy se tornou o presidente e presidente do conselho. A Tandy Leather operava 125 lojas em 105 cidades dos Estados Unidos e Canadá e a expansão era o nome do jogo. A Tandy adquiriu os ativos da Merribee Art Embroidery Co., fabricante e varejista de itens de agulhas, bem como 5 outras empresas, incluindo a Cleveland Crafts Inc. e contratou o proprietário, Werner Magnus, para ajudar a administrar a divisão Merribee recém-adquirida.
O primeiro Tandy Mart tinha vinte e oito lojas diferentes, todas dedicadas a mercadorias de artesanato e hobby, incluindo American Handicraft, Tandy Leather, Electronics Crafts e Merribee em uma área de cerca de 40 000 pés quadrados. Charles Tandy ficou intrigado com o potencial de rápido crescimento que viu na indústria de varejo de eletrônicos durante 1962. Ele encontrou a RadioShack em Boston, uma empresa de mala direta que começou nos anos 20 vendendo para operadores de presunto e aficionados por eletrônicos. Em abril de 1963, a Tandy Corporation adquiriu o controle administrativo da RadioShack Corporation e, em dois anos, o prejuízo de US$ 4 milhões da RadioShack foi transformado em lucro sob a liderança de Charles Tandy.
As vendas estavam indo bem para Tandy durante este tempo. Os dias de "miçangas e franjas" estavam a todo vapor com a era hippie e o look "Nature-Tand" vira muito cintos, bolsas, sandálias e pulseiras. Sob a liderança de Lloyd Redd (presidente) e Al Patten (vice-presidente de operações), a empresa prosperou. O número de fachadas de lojas Tandy disparou nos próximos cinco a seis anos, crescendo de 132 locais em 1969 para 269 locais em 1975. A terra começou no centro de Fort Worth para a construção das Torres Tandy em 1975. O prédio de escritórios de 18 andares foi iniciado como Fase I de um enorme desenvolvimento no centro da cidade com planos para cobrir oito quarteirões da cidade, tornando-se a nova sede da Tandy Corp. Continha um shopping center de varejo de luxo com uma pista de patinação no gelo coberta e tinha seu próprio sistema de metrô de propriedade privada.
O Conselho de Administração da empresa então anunciou um plano para separar os negócios da Tandy em três companhias abertas distintas. As duas novas empresas foram chamadas de Tandycrafts, Inc. e Tex Tan-Hickok, Inc. Este plano foi divulgado como uma estratégia para fornecer liderança intensiva e gestão personalizada dos três negócios distintos e diversos da empresa, cada um dos quais recentemente alcançou um tamanho substancial. Com essa transição, a RadioShack e a Tandy Leather Company não estavam mais sob o mesmo guarda-chuva corporativo. Wray Thompson foi promovido a presidente da Tandy Leather Company em 1976 e Dave Ferrill foi promovido ao cargo de gerente nacional de vendas; eles supervisionaram 288 lojas. Embora eles tenham aberto sua 300ª loja naquele ano, a popularidade dos produtos da Nature-Tand começou a cair.
Charles Tandy morreu em 4 de novembro de 1978, aos 60 anos. Ao mesmo tempo, os principais interessados começaram a questionar a direção da empresa. Wray Thompson posteriormente renunciou ao cargo de presidente e mais tarde fundou a The Leather Factory com Ron Morgan, que acabou comprando a Tandy Leather Corporation em 2000.

## TRS-80 original ("Modelo I") e seus sucessores

### Modelo I

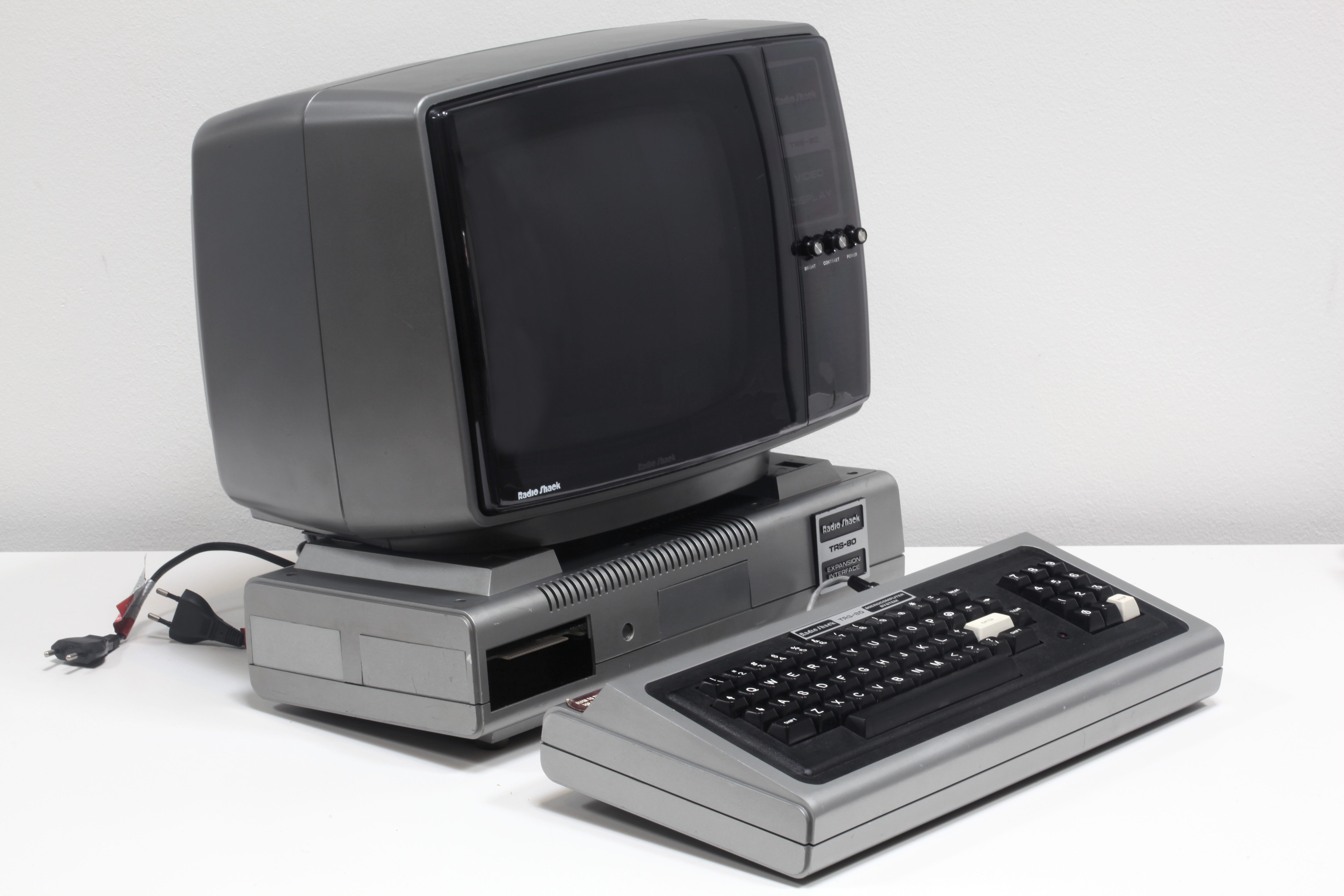
TRS-80 Modelo I de 1977.

O Micro Computer System TRS-80 original (mais tarde conhecido como Modelo I para diferenciá-lo de seus sucessores) foi lançado em 1977 e - junto com o Apple II e o Commodore Pet - foi um dos primeiros computadores pessoais produzidos em massa. A linha ganhou popularidade entre amadores, usuários domésticos e pequenas empresas.
O Modelo I incluía um teclado QWERTY completo, BASIC de ponto flutuante, um monitor e um preço inicial de US$ 600.
Em 1979, o TRS-80 tinha a maior seleção de software do mercado de microcomputadores.
Em julho de 1980, o TRS-80 Modelo III compatível com a maioria foi lançado, e o Modelo I original foi descontinuado.

### Modelo III

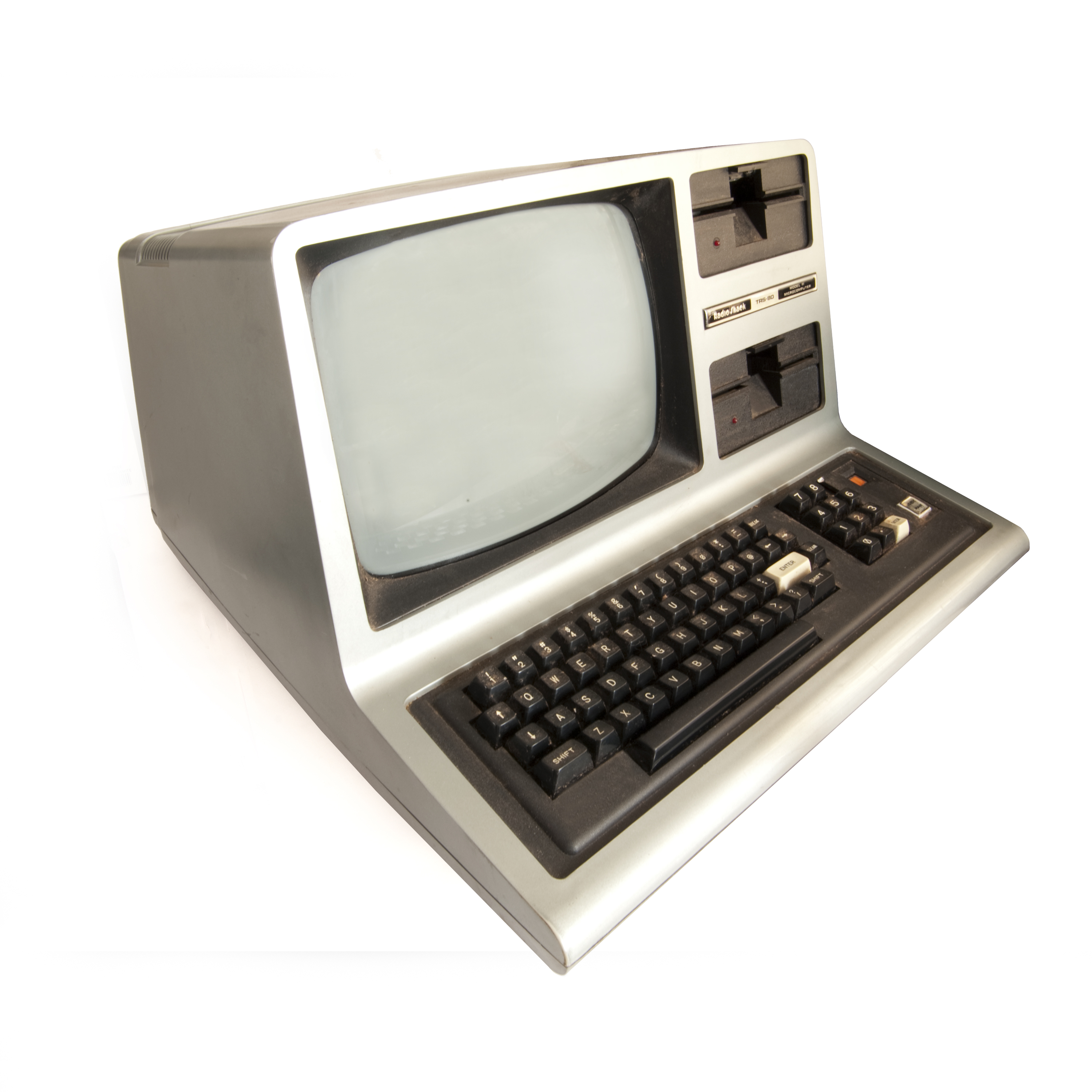
TRS-80 Modelo III

Em julho de 1980, a Tandy lançou o Modelo III, um substituto compatível para o Modelo I.
Suas melhorias em relação ao Modelo I incluíram letras minúsculas embutidas, um teclado melhor, eliminação do espaguete de cabos, interface de cassete de 1 500 baud e um processador Z-80 mais rápido (2,03 MHz). Com a introdução do Modelo III, a produção do Modelo I foi descontinuada, pois não estava em conformidade com as novas regulamentações da FCC em 1º de janeiro de 1981 com relação à interferência eletromagnética. 
O Modelo III podia rodar cerca de 80% do software Modelo I, mas usava um formato de disco incompatível. Ele também veio com a opção de drives de disco integrados.

### Modelo 4

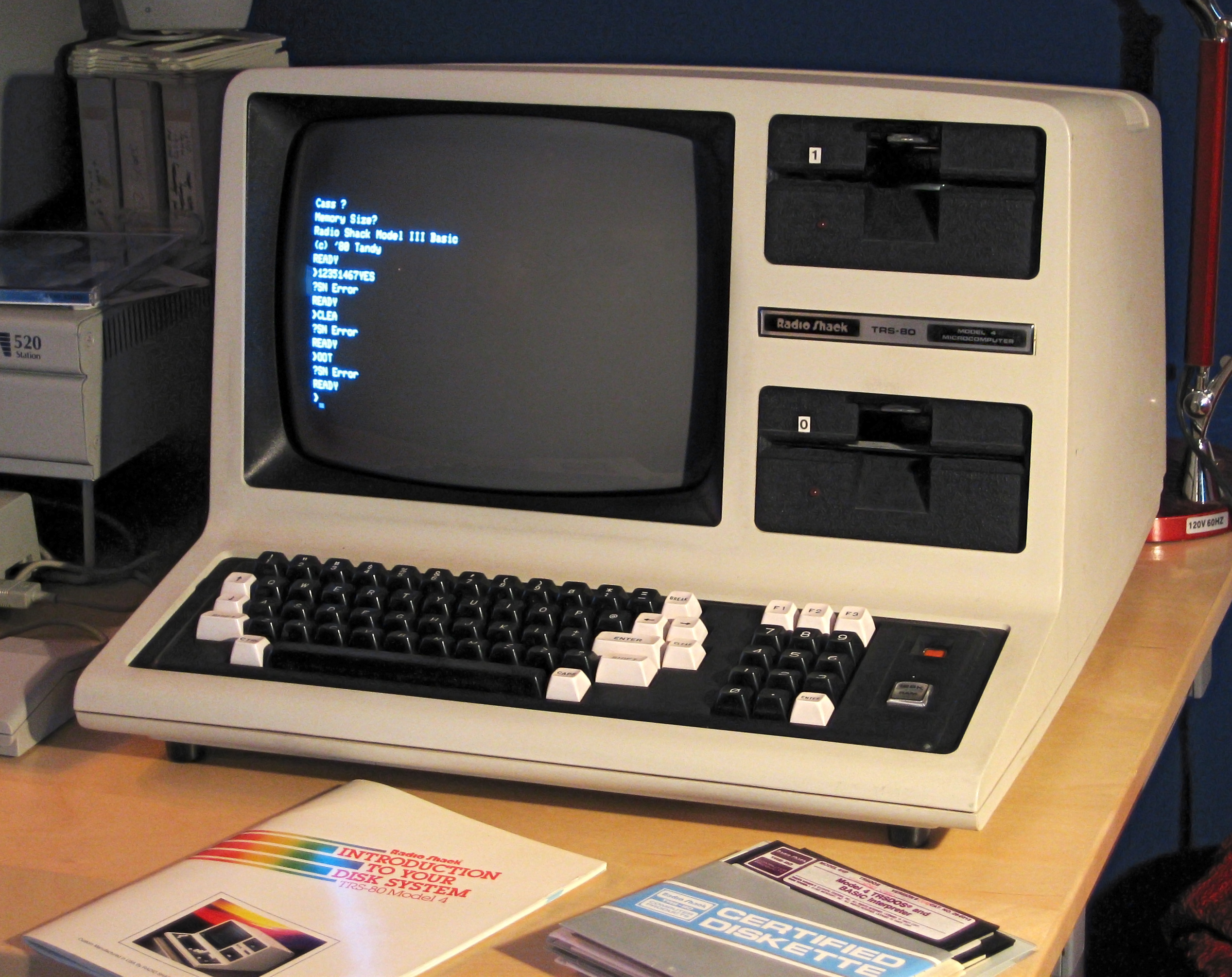
TRS-80 Modelo 4 (standard version)

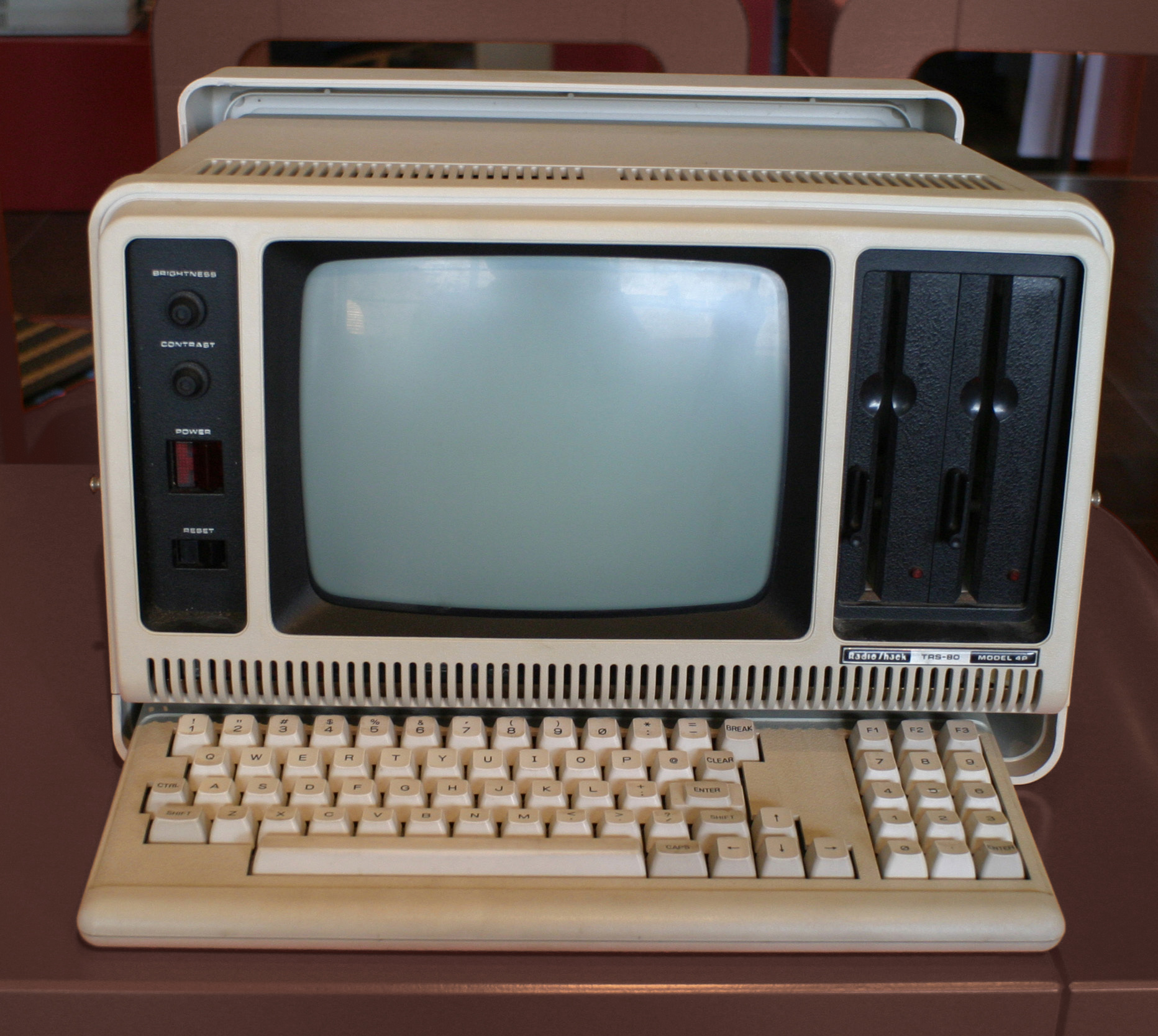
TRS-80 Modelo 4P

O sucessor do Modelo III foi o Modelo 4. Seu microprocessador era um CPU Z80A de 4 MHz mais rápido. O modelo 4s baseado em disco tinha 64 kilobytes de RAM padrão; um banco opcional de 64 kilobytes adicionais estava acessível ao software de aplicativos usando a tecnologia de comutação de banco.
Os novos recursos de hardware do Modelo 4 incluem uma tela maior com 80 colunas por 24 linhas, vídeo inverso e um alto-falante de áudio interno. Seu teclado tinha três teclas de função e uma tecla de controle. Ele usava um sistema operacional totalmente novo derivado do avançado Modelo III LDOS 5, licenciado da Logical Systems, agora batizado de TRSDOS Versão 6. Uma versão mais moderna do interpretador BASIC da Microsoft se assemelhava mais ao MS-DOS GW-BASIC, apresentando funcionalidade semelhante à de um PC.
O Modelo 4 pode executar o sistema operacional CP/M padrão da indústria sem modificação de hardware (como era necessário para o Modelo III). Isso proporcionou ao usuário acesso a softwares de aplicativos populares, como Wordstar da MicroPro, dBase II da Ashton-Tate e Supercalc da Sorcim. Além disso, o Modelo 4 poderia ser inicializado com qualquer sistema operacional Modelo III e emular o Modelo III com 100 por cento de compatibilidade. Os preços começaram a partir de US$ 999 para a versão sem disco.
As primeiras versões da placa-mãe Modelo 4 foram projetadas para aceitar uma placa de atualização de CPU Zilog Z800 de 16 bits para substituir a CPU Z80 de 8 bits, mas esta opção nunca foi lançada, pois a Zilog falhou em trazer a nova CPU para o mercado.

## Sistemas para negócios

### Tandy 10
O primeiro projeto da Tandy para o mercado empresarial foi um computador de mesa conhecido como Tandy 10 Business Computer System, que foi lançado em 1978, mas foi rapidamente descontinuado.

### TRS-80 Modelo II e sucessores

#### Modelo II

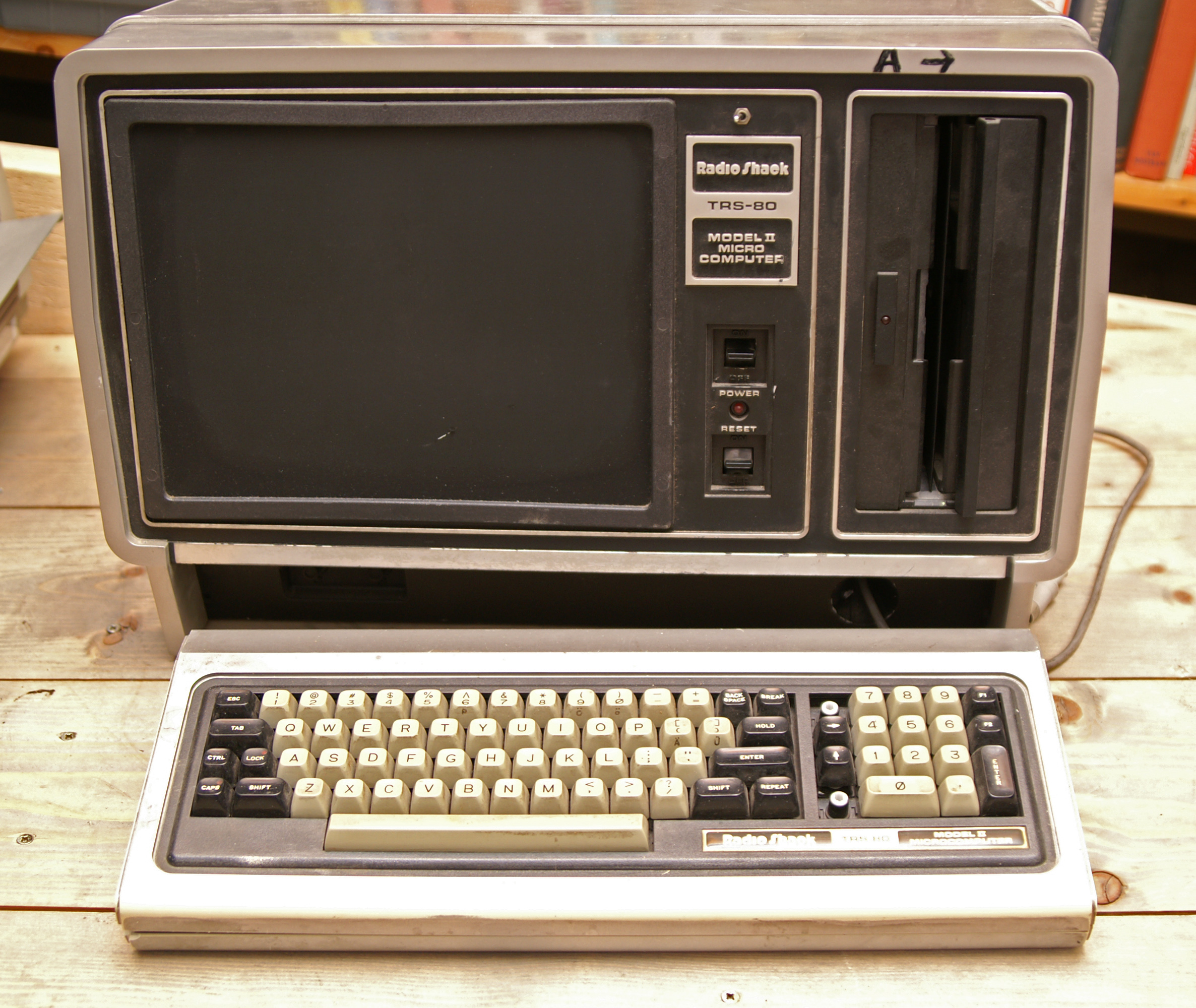
TRS-80 Modelo II

Em outubro de 1979, a Tandy começou a enviar o TRS-80 Modelo II, voltado para o mercado de pequenas empresas. Não era uma atualização do Modelo I, mas um sistema totalmente diferente com hardware de última geração e vários recursos não encontrados no Modelo I. O modelo II não era compatível com o Modelo I e nunca teve a mesma amplitude do software disponível. Isso foi um tanto atenuado pela disponibilidade do CP / M de terceiros.

#### Modelo 12
O Modelo II foi substituído em 1982 pelo Modelo TRS-80 12. Este era essencialmente um Modelo 16B (descrito abaixo) sem o processador da Motorola e poderia ser atualizado para um Modelo 16B.

#### Modelo 16, Modelo 16B e Tandy 6000
Em fevereiro de 1982, a Tandy lançou o TRS-80 Modelo 16, como o sucessor do Modelo II; um kit de atualização estava disponível para sistemas Modelo II. O Modelo 16 adiciona um processador Motorola 68000 de 6 MHz e 16 bits e um cartão de memória.
O Modelo 16 vendeu mal no início e dependia do software Modelo II existente desde o início. No início de 1983, Tandy mudou de TRSDOS-16 para Xenix.
O Modelo 16 evoluiu para o Modelo 16B com 256 KB em julho de 1983, e posteriormente o Tandy 6000, ganhando um disco rígido interno ao longo do caminho e mudando para um 8 MHz 68000. O 16B foi o computador Unix mais popular em 1984, com quase 40 000 unidades vendidas.

## Outros sistemas

### Computadores Coloridos'
Tandy também produziu o TRS-80 Color Computer ("CoCo"), baseado no processador Motorola 6809. Esta máquina visava claramente o mercado doméstico, onde o Modelo II e superior eram vendidos como máquinas comerciais. Ele competia diretamente com a família de computadores Commodore 64, Apple II e Atari de 8 bits. OS-9, um sistema operacional multitarefa e multiusuário foi fornecido para esta máquina.

### Linha do modelo 100

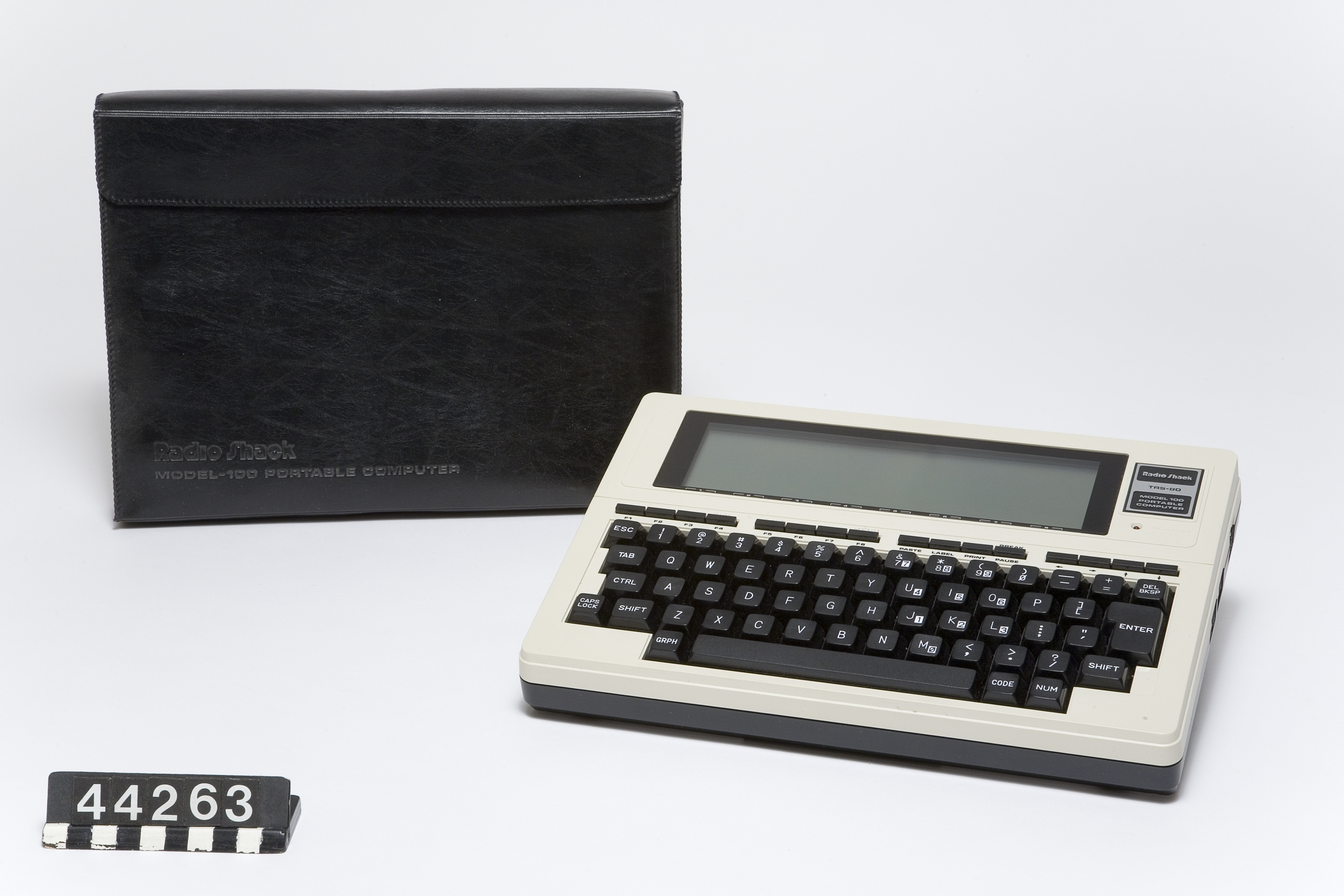
TRS-80 Modelo 100 de 1983.

Além do acima exposto, a Tandy produziu a série TRS-80 Modelo 100 de laptops. Esta série compreendia o TRS-80 Modelo 100, Tandy 102, Tandy 200 e Tandy 600. O Modelo 100 foi projetado pela empresa japonesa Kyocera com software desenvolvido pela Microsoft. (O firmware do Modelo 100 foi o último produto da Microsoft para o qual Bill Gates foi um grande contribuidor de código). Ele também foi comercializado como Micro Executive Workstation (MEWS).
O Modelo 100 tinha um modem interno de 300 baud, BASIC integrado e um editor de texto limitado. Era possível usar o Modelo 100 com a maioria dos telefones no mundo com o uso de um acoplador acústico opcional que se encaixava em um monofone de telefone padrão. A combinação do acoplador acústico, a excelente duração da bateria da máquina (ela poderia ser usada por dias em um conjunto de 4 células AA) e seu editor de texto simples tornaram o Modelo 100/102 popular entre os jornalistas no início dos anos 1980. A linha Modelo 100 também tinha um leitor de código de barras opcional, unidade de disquete serial / RS-232 e uma interface de cassete.
Também disponível como uma opção para o Modelo 100 estava uma unidade de expansão externa com suporte para vídeo e uma unidade de disco de 5 1 ⁄ 4", conectada através da porta de expansão de 40 pinos na parte inferior da unidade.

#### Tandy 200

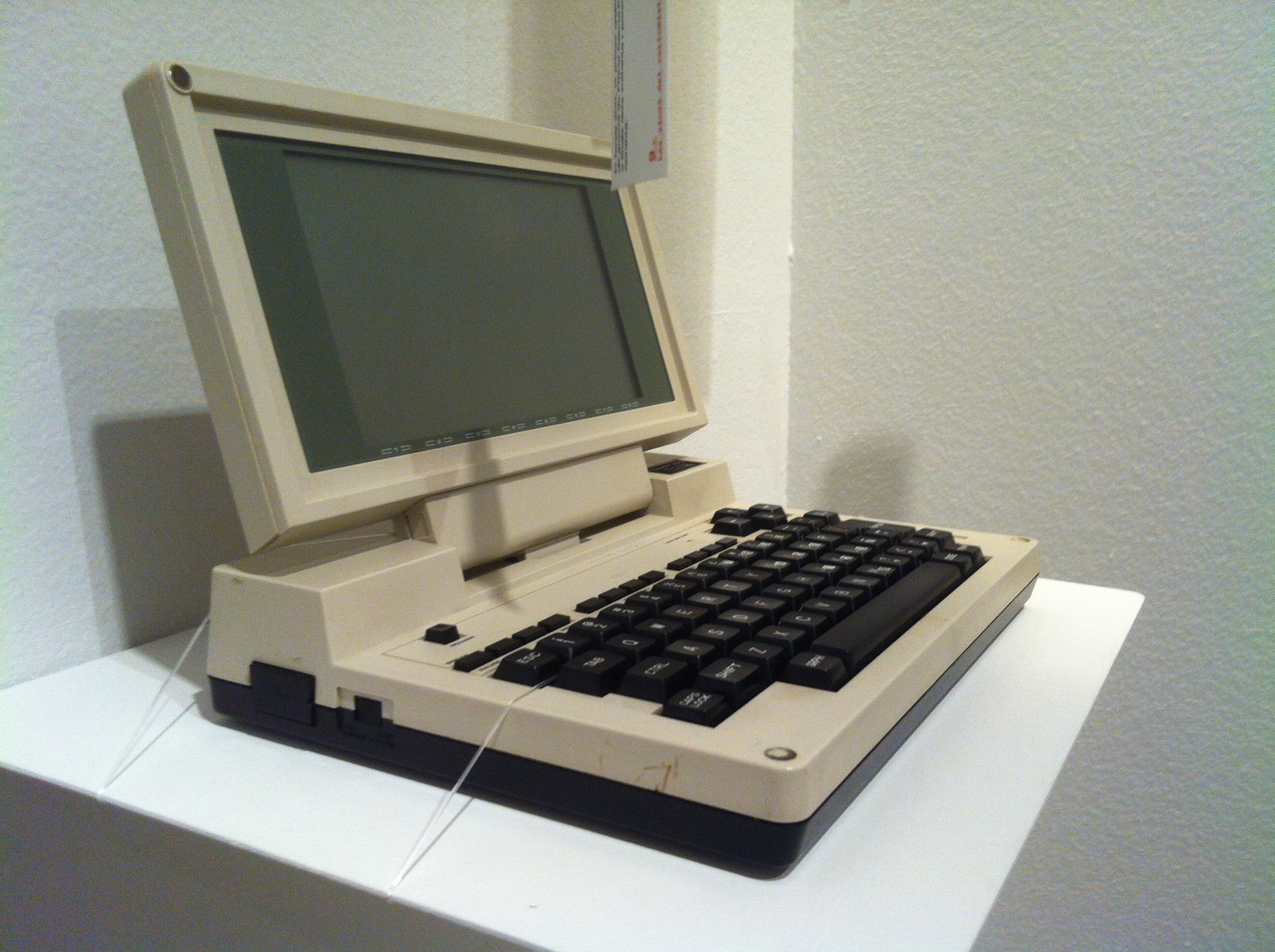
Tandy 200.

O Tandy 200 foi introduzido em 1984 como um complemento de ponta para o Modelo 100. O Tandy 200 tinha 24 KB de RAM expansível para 72 KB, um display flip-up de 16 linhas por 40 colunas e uma planilha (Multiplan) incluída. O Tandy 200 também incluiu discagem por tom DTMF para o modem interno. Embora menos popular do que o Modelo 100, o Tandy 200 também foi particularmente popular entre os jornalistas no final dos anos 1980 e início dos anos 1990.

##### Recepção
A InfoWorld em 1985 desaprovou o alto custo dos acessórios do computador ("e você descobrirá que o Tandy 200 tem mais acessórios do que uma boneca Barbie"), mas chamou-o de "um grande avanço em relação ao Modelo 100...".

### MC-10
O MC-10 era um computador Tandy de vida curta e pouco conhecido, semelhante em aparência ao Sinclair ZX81.
Era um pequeno sistema baseado no processador Motorola 6803 e apresentava 4 KB de RAM. Um pacote de expansão de 16 KB de RAM conectado na parte traseira da unidade foi oferecido como opção, assim como uma impressora de papel térmico. Uma versão modificada do MC-10 foi vendida na França como Matra Alice.
Uma revista foi publicada que ofereceu programas para o CoCo e MC-10, mas muito poucos programas estavam disponíveis para compra. Os programas para o MC-10 não eram compatíveis com o CoCo.

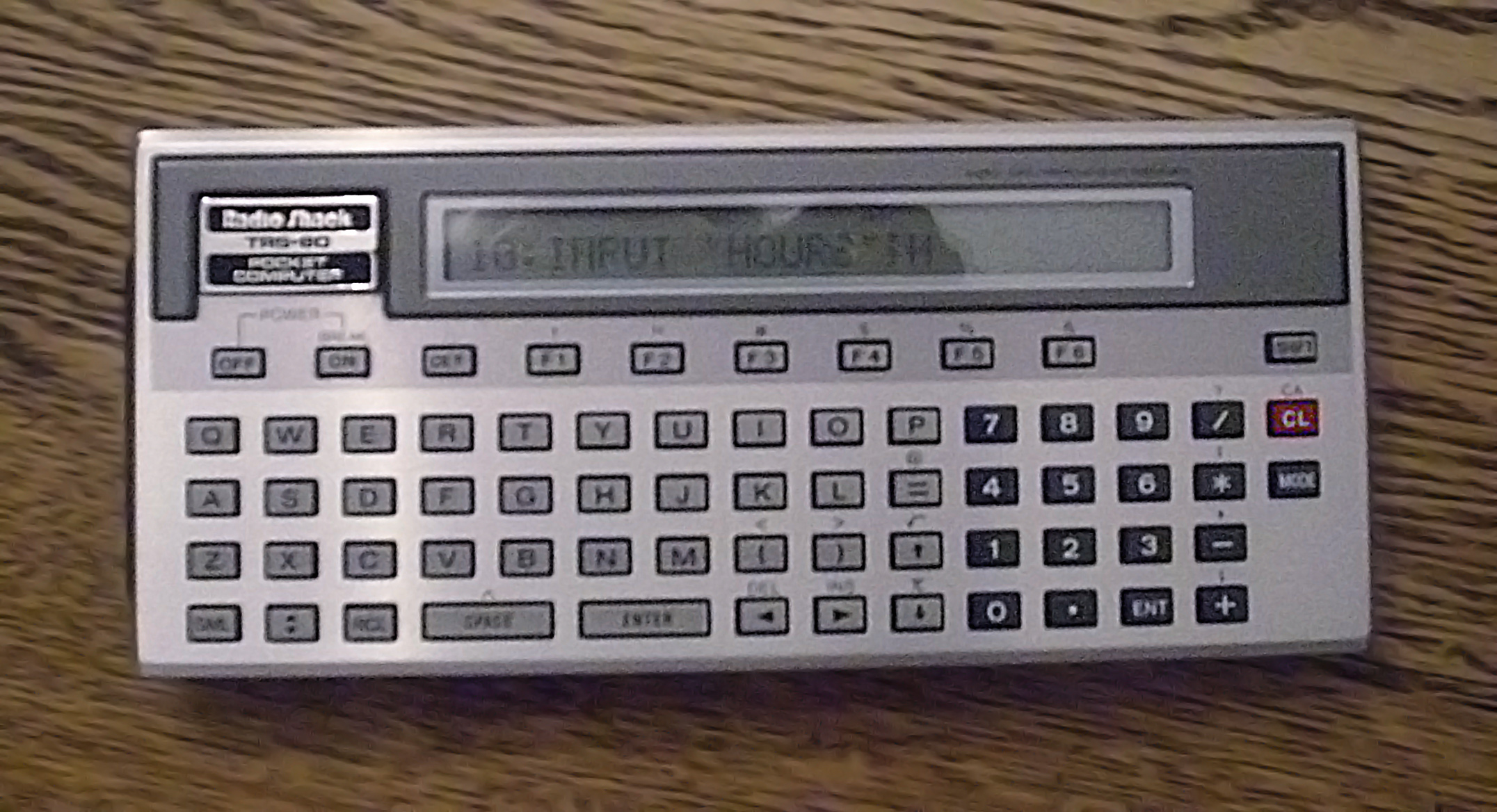
Um computador de bolso TRS-80 (modelo: PC-2) pronto para uso

### Pocket Computers
Ambas as marcas TRS-80 e Tandy foram usadas para uma variedade de "computadores de bolso" vendidos pela Tandy. Eles foram fabricados pela Sharp ou Casio, dependendo do modelo.

### Computadores compatíveis com PC
No início dos anos 1980, a Tandy começou a produzir uma linha de computadores que eram inicialmente "compatíveis com MS-DOS" - capazes de rodar MS-DOS e certos aplicativos, mas não totalmente compatíveis com todas as nuances dos sistemas IBM PC originais - e mais tarde, principalmente, mas não 100%, compatível com IBM PC. O primeiro deles foi o Tandy 2000, uma máquina compatível com MS-DOS puro, sem BIOS ROM IBM PC ou pretensão de compatibilidade de hardware de PC. Essas máquinas eram comuns no início dos anos 1980; o NEC APC é outro exemplo. O sistema Tandy 2000 era semelhante ao Texas Instruments Professional Computer no sentido de que oferecia gráficos melhores, um processador mais rápido (80186) e drives de disco de maior capacidade (drives de disco duplo de 80 trilhas de 800k 5.25) do que o IBM PC original. No entanto, na época de sua introdução, a indústria começou a se afastar de computadores compatíveis com MS-DOS e em direção a clones totalmente compatíveis com IBM PC; as ofertas posteriores da Tandy mudaram para compatibilidade total de hardware de PC. Essa mudança no setor foi impulsionada principalmente pela observação de que a maioria dos softwares MS-DOS estava sendo escrita para o IBM PC e não dependia apenas dos serviços fornecidos pelo próprio MS-DOS, mas também de outros fornecidos pelo IBM ROM BIOS e, onde os serviços fornecidos nem pelo DOS nem pelo BIOS da IBM eram adequados,
O Tandy 2000 foi seguido mais tarde pelo menos caro Tandy 1000, comercializado como altamente compatível com o IBM PC, mas na verdade projetado para ser um computador compatível com IBM PCjr aprimorado. Com um timing inoportuno (para o Tandy), a IBM interrompeu o malsucedido PCjr pouco antes de o Tandy 1000 ser programado para ser lançado. Apesar desta virada infeliz, o Tandy 1000 foi bem recebido e foi sucedido por dezenas de modelos Tandy 1000 de muito sucesso e linha popular. Cada um desses modelos foi geralmente nomeado adicionando uma designação de duas ou três letras após "Tandy 1000", como Tandy 1000 HD, Tandy 1000 HX ou Tandy 1000 RLX. Enquanto os modelos progressivos Tandy 1000 rapidamente se afastaram da compatibilidade de hardware PCjr, todos eles mantiveram os modos de vídeo CGA aprimorados do IBM PCjr (suportado por nenhuma outra máquina IBM ou clone), e alguns modelos posteriores adicionaram um modo de vídeo de 16 cores 640x200 original.
À medida que as margens diminuíam nos clones de PC, no início dos anos 1990 a Tandy não conseguia competir e parou de fabricar seus próprios sistemas, em vez de vender computadores fabricados por várias empresas, entre elas a AST Research e a Gateway 2000.
Os sistemas Tandy 1000 posteriores e seus subsequentes também foram comercializados pela DEC, já que a Tandy e a DEC tinham um acordo de fabricação conjunta.